# Mauricio Wright
Wílber Mauricio Wright Reynolds (San José, 1970. december 20. –) Costa Rica-i válogatott labdarúgó, edző.

## Pályafutása

### Klubcsapatban
Pályafutását a Deportivo Saprissa csapatában kezdte 1992-ben. Hat szezont játszott a Saprissaban és 1998-ban a guatemalai Comunicaciones csapatához igazolt. 1999 és 2001 az MLS-ben futballozott, előbb a San Jose Earthquakes, majd a New England Revolution játékosaként. 2002-ben hazatért a Herediano együtteséhez. A 2002–03-as idényt a görög AÉK Athénban töltötte, majd ert követően a kínai Senjang Ginde játékosa lett, de mindössze csak 3 mérkőzésen lépett pályára. 2004-ben visszatért a Heredianohoz, ahol még két évet játszott. 2007-ben vonult vissza a Deportivo Saprissa játékosaként.

### A válogatottban
1994 és 2005 között 67 alkalommal szerepelt a Costa Rica-i válogatottban és 6 gólt szerzett. Bemutatkozására 1995-ben került sor egy Belize elleni UNCAF-nemzetek kupája mérkőzésen. Rést vett a 2002-es világbajnokságon. Részt vett az 1995-ös és az 1997-es UNCAF-nemzetek kupáján, az 1998-as, a 2000-es, a 2003-as CONCACAF-aranykupán és a 2005-ös CONCACAF-aranykupán, illetve az 1997-es és a 2004-es Copa Américan.

## Sikerei, díjai

### Játékosként
Deportivo Saprissa
- Costa Rica-i bajnok (3): 1993–94, 1994–95, 1997–98
- CONCACAF-bajnokok kupája (2): 1993, 1995

Costa Rica
- Copa Centroamericana (2): 1997, 1999

## Külső hivatkozások
- Mauricio Wright – a FIFA adatbázisában
- Mauricio Wright adatlapja a National-Football-Teams.com oldalon (angolul)

- Mauricio Wright (spanyol nyelven). FootballDatabase.eu